# مهنة التغليف في البناء

مهنة التغليف في البناء. عامل السقف  في مواقع البناء أو في الأشغال العامة للشركات. يشارك في تشييد المباني، المباني السكنية الصناعية، الجماعية أو بناء الهياكل الكبيرة مثل: الجسور والسدود والأنفاق. وفقا لصب الخرسانة المستخدمة في البناء، ويسمى بالفرنسية (coffreur bancheur) أو (coffreur timberman). يؤدي عمل تعزيز المباني الخرسانية باستخدام إطار جاهز قوالب معدنية وتسمى أيضا صب الخرسانة. يستخدم الغلاَّف أشكال خشبية مفصلة ويحدث في بناء الجسور، والألواح والأعمدة، السلالم، الخرسانة، الخ.. من الخطط المقدمة من قبل المهندس المعماري أو المهندس، يقوم الغَلاَّف أولا بتحديد كميات الخرسانة والصلب والخشب اللازم للمشروع. ثم يهيئ القوالب اللازمة. إما أن يستخدم القوالب الجاهزة، أو يعمل ألواح خشبية. ثم يتم تثبيت الأشكال يدويا أو باستخدام معدات الرفع. إذا لزم الأمر، فإنه يضع السقالات ويضمن تركيب حديد التسليح في الخرسانة لتعزيز الهياكل.
وبمجرد أن تصب الخرسانة، فإنه هو الذي يدير ختم القوالب مع شرائط لاصقة حتى تجف. و عندما تجف الخرسانة، ينزع القوالب و يحرص على عدم إضرار القوالب لاستخدامها في المستقبل.
و مهنة التغليف يمكن أن تمارس في القطاع العام، الكبيرة والصغيرة؛ تعمل شركات المقاولات والبناء في المشاريع الهندسة المدنية والمؤسسات الصناعية؛ تصنيع عناصر مسبقة الصنع.

## معرض الصور

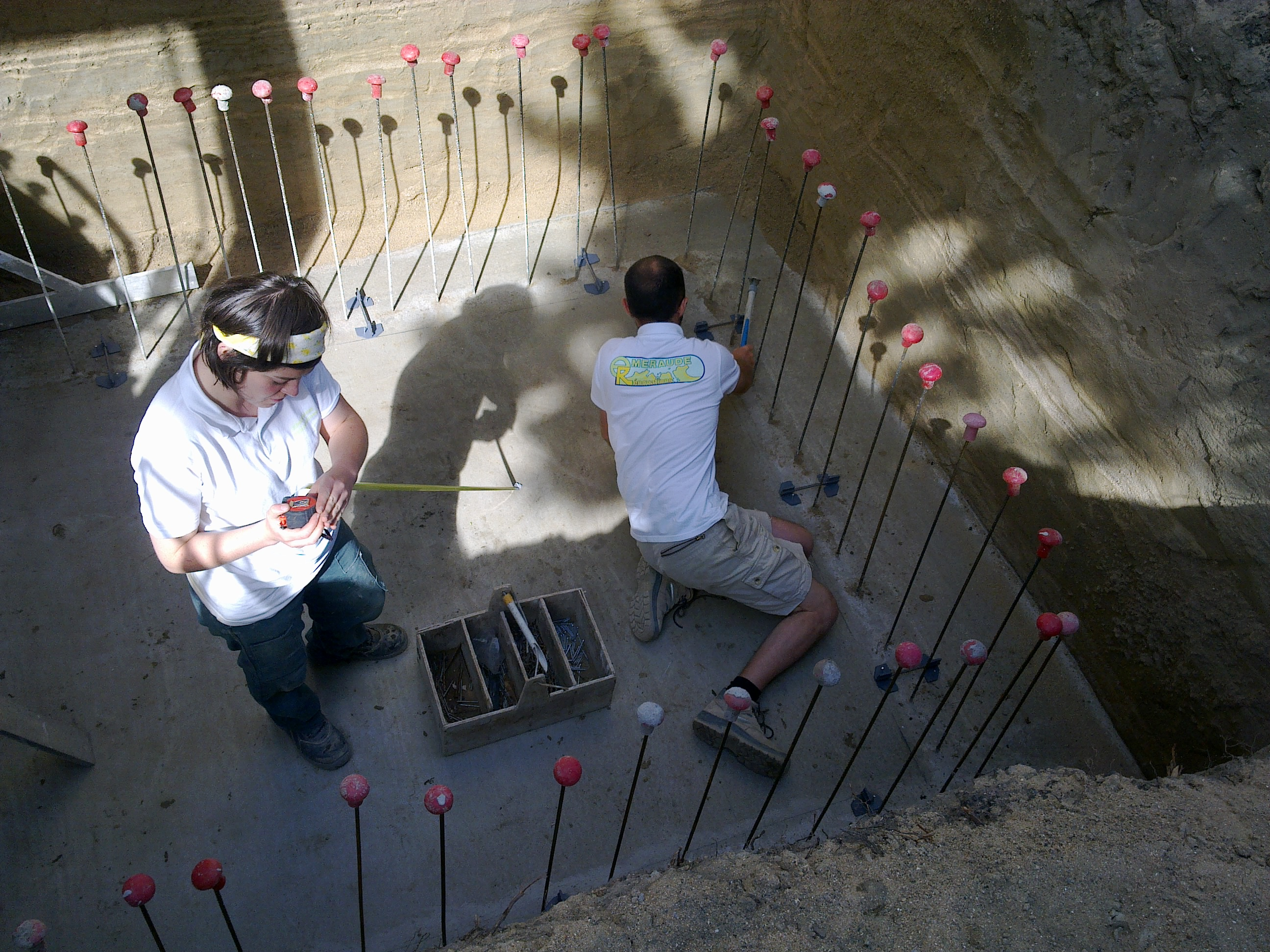
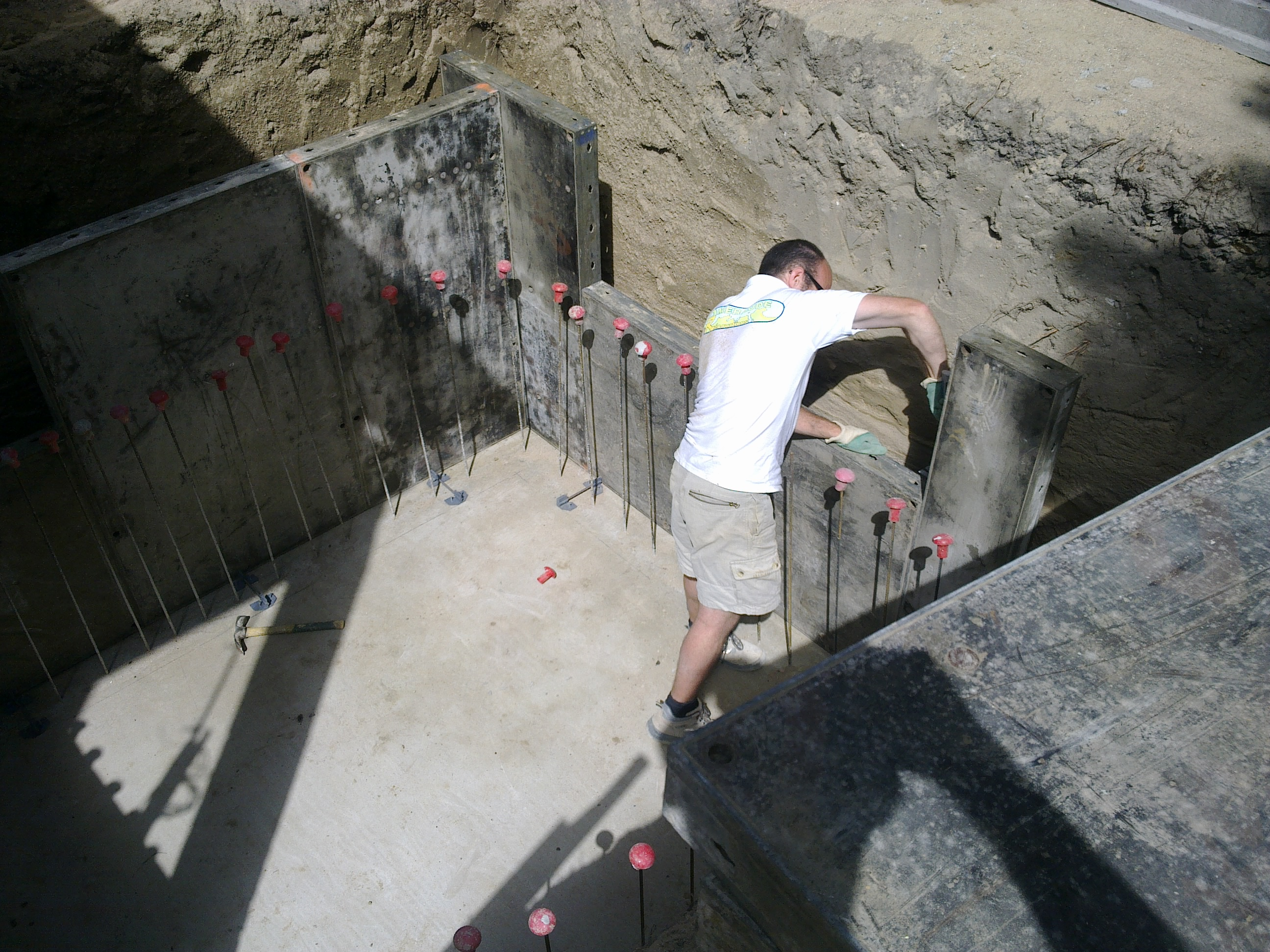
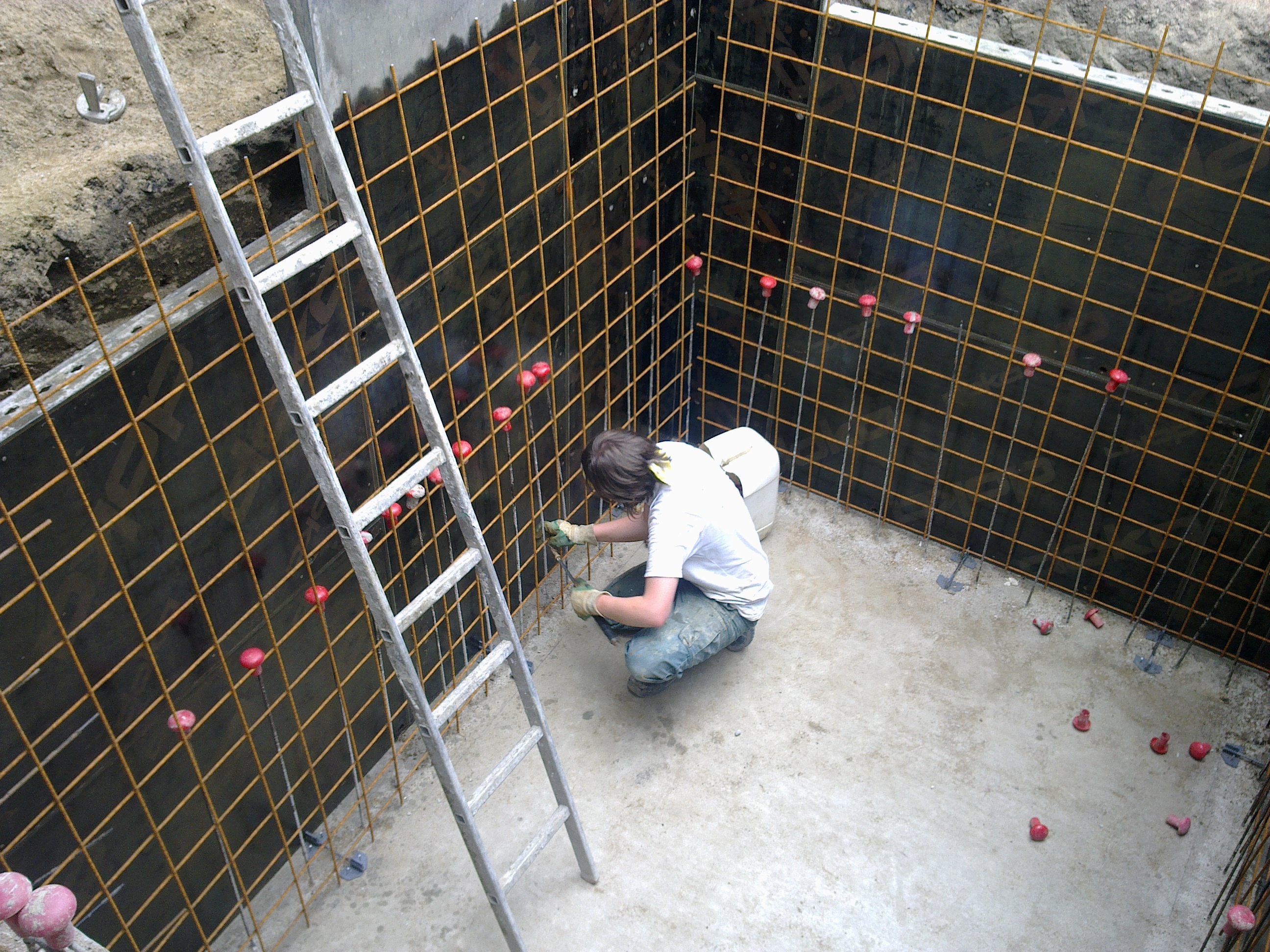
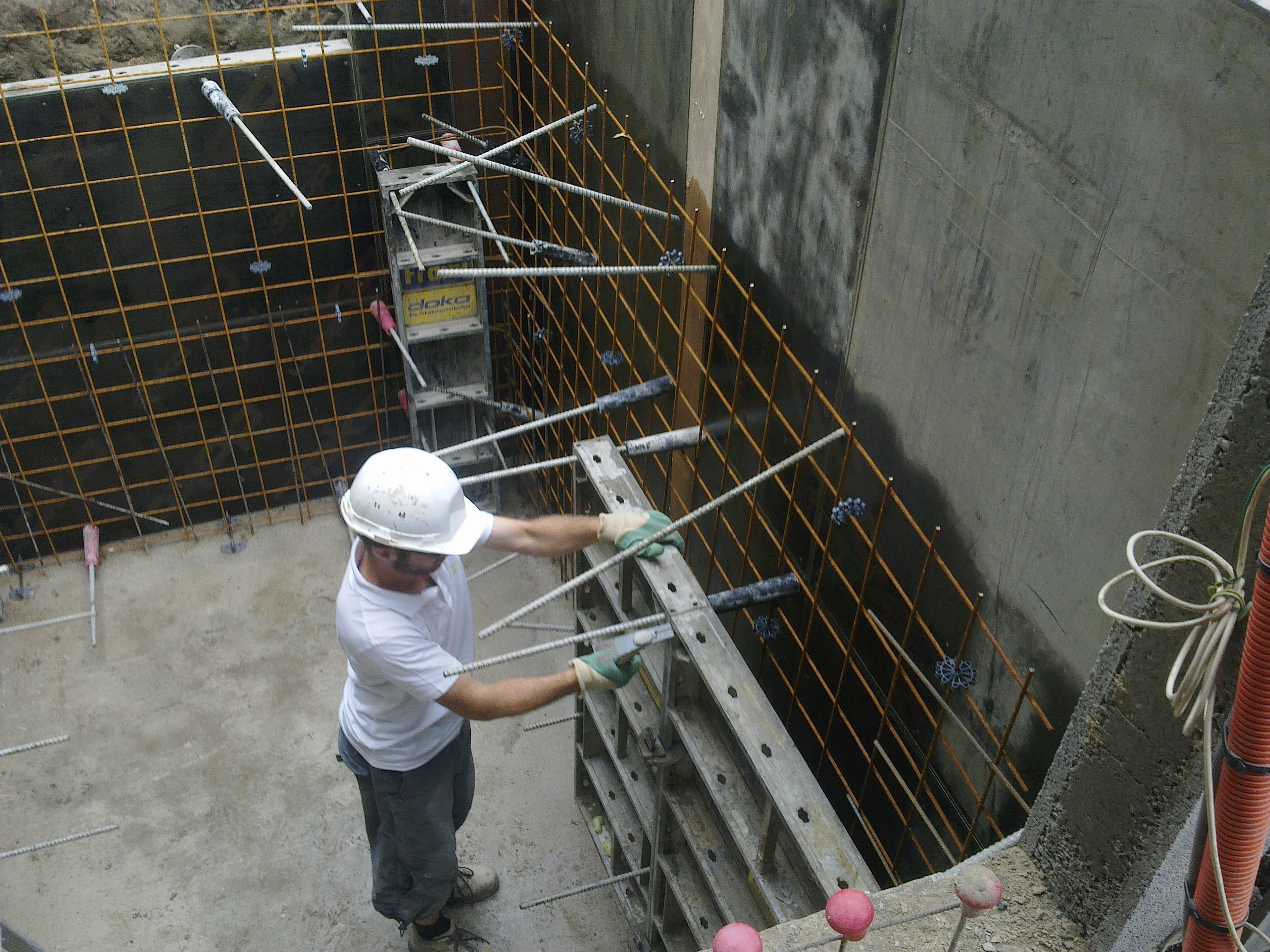
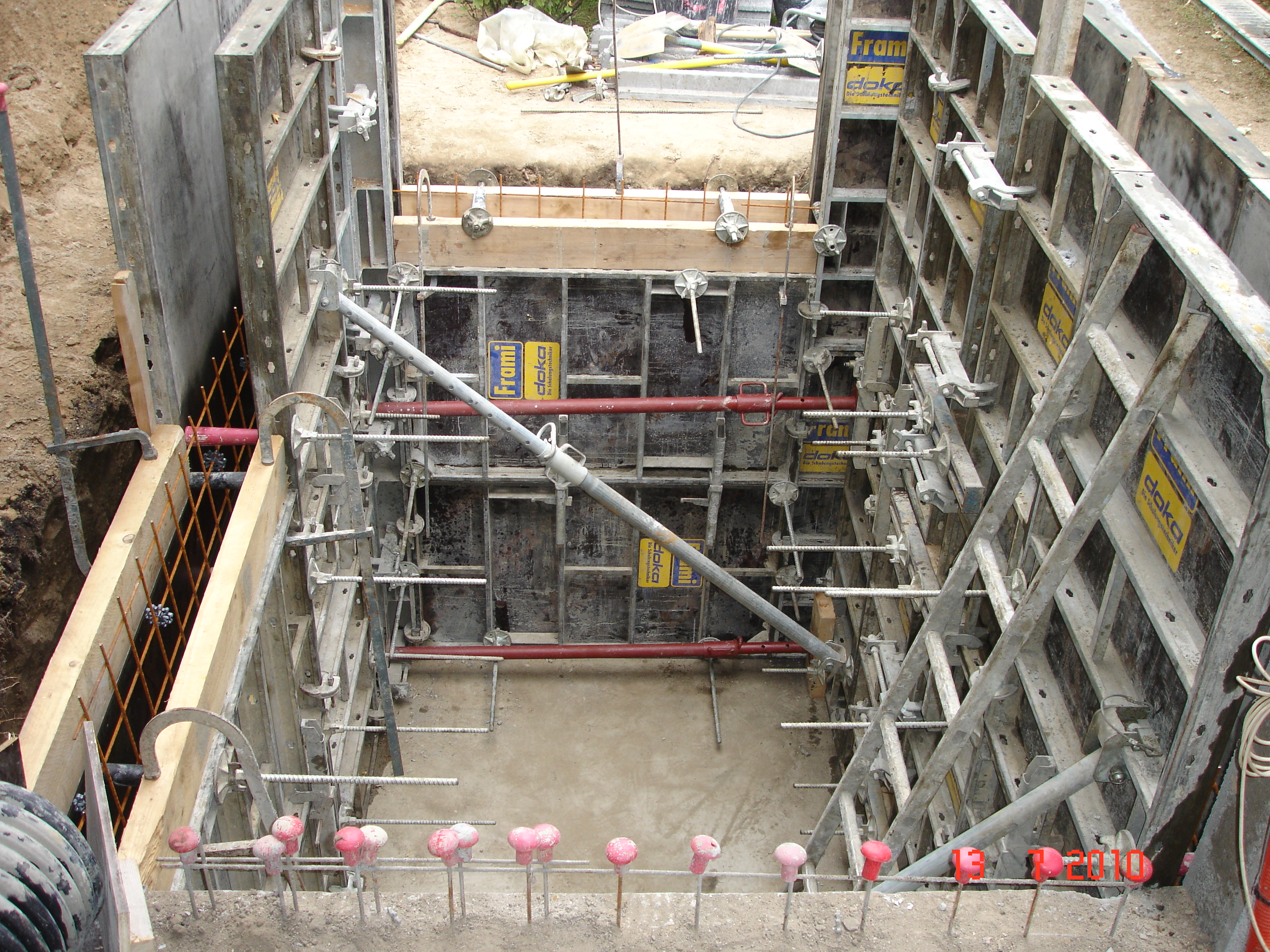
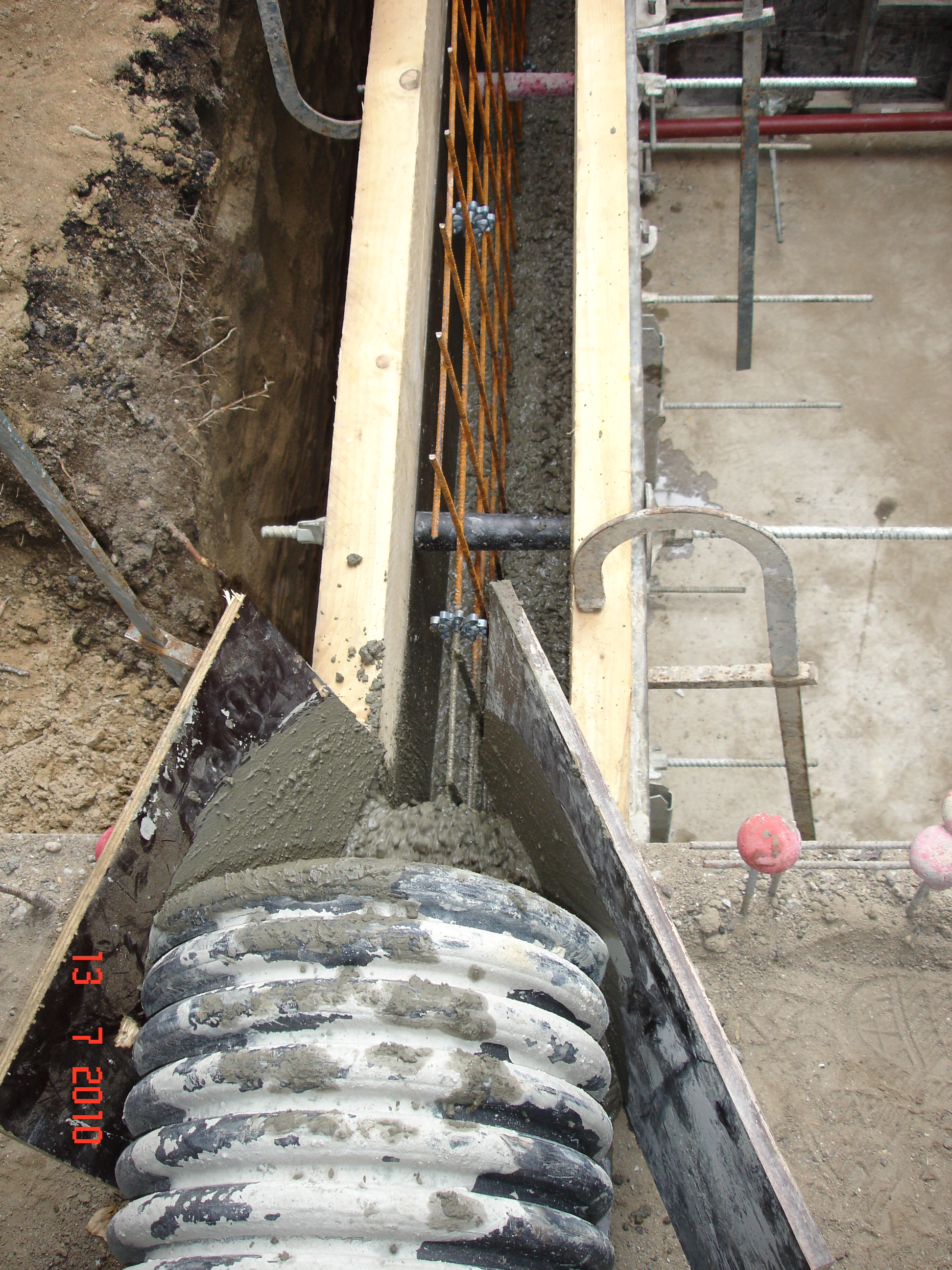
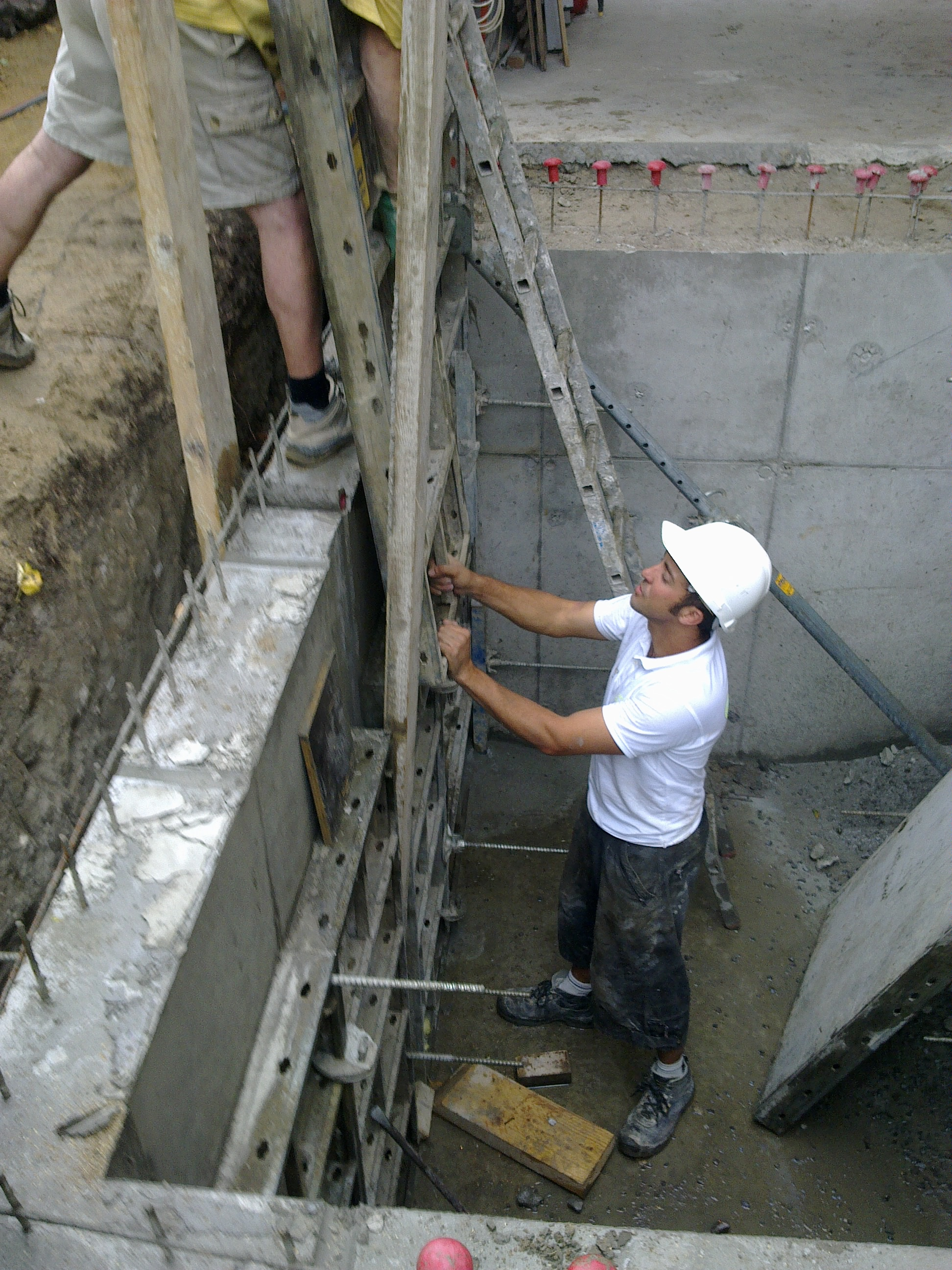
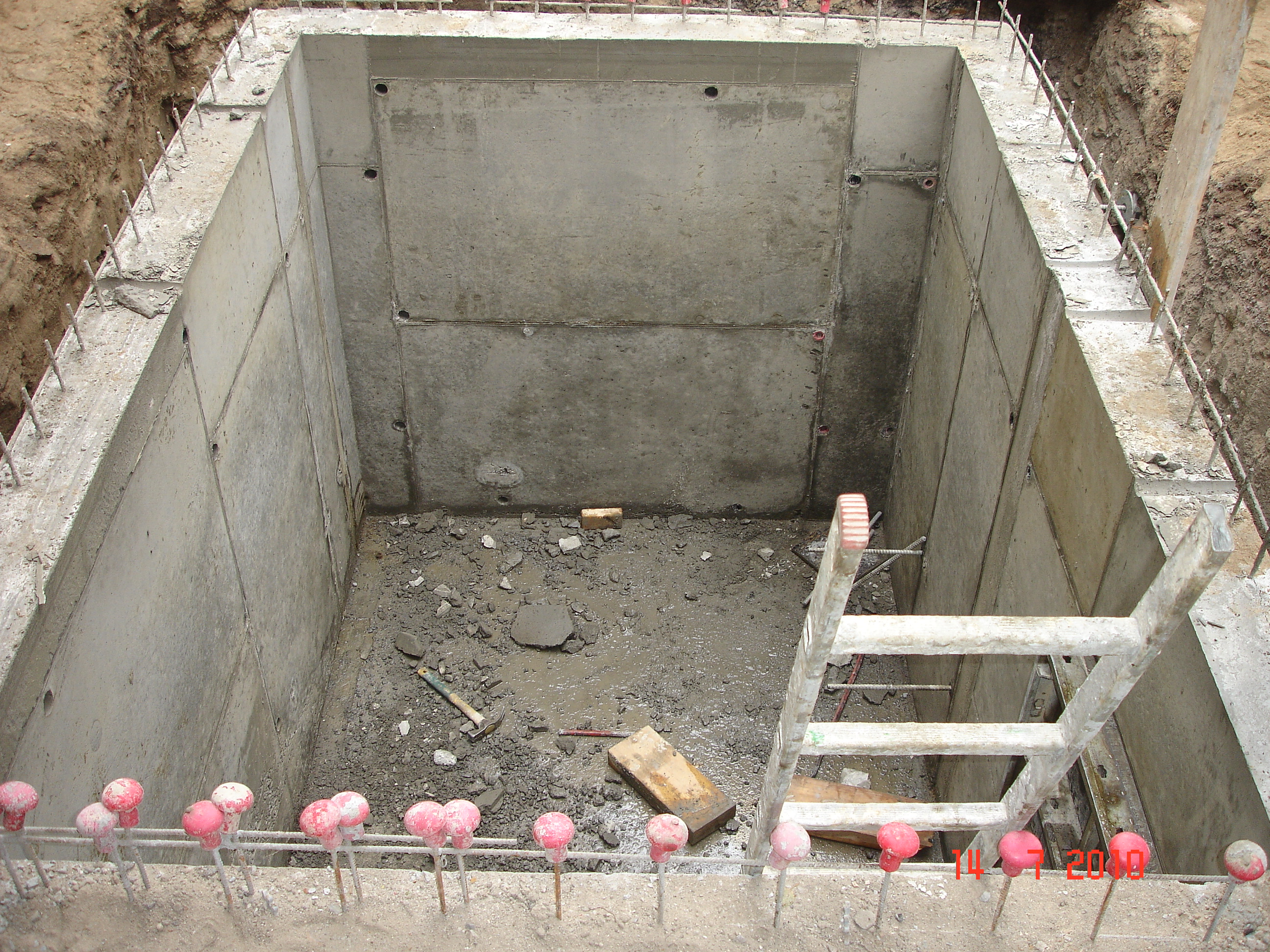

## مقالات لها صلة
- مهنة البناء
- مهنة الحدائدي في البناء